# Giftlinjen
Giftlinjen er et samarbejde mellem tre forskellige afdelinger på Bispebjerg Hospital, hhv. anæstesi- og operationsafdelingen, Arbejds- og Miljømedicinsk Klinik og Klinisk Farmakologisk Enhed. Giftlinjen har til formål at rådgive og vejlede om giftige stoffer og deres indvirkning på kroppen, samt at føre registrering af forgiftninger i Danmark for fremover at kunne forbedre anbefalinger over for skadelige stoffer. Foruden at være rådgivende for læger og hospitaler i Danmark opererer de også både en oplysende websted og en telefonrådgivning, som almindelige borgere kan ringe på for råd og vejledning, hvilket allerede ved linjens åbning forventedes at mindske belastningen af vagtlæger og skadestuer. Denne forudsigelse er gået i opfyldelse i 2009, hvor Bispebjerg Hospital selv evaluerer på tiltaget. Udover det offentligt tilgængelige telefonnummer findes der et nummer forbeholdt læger og andre behandlere, der har et akut behov for vejledning, så disses patienter ikke oplever unødig forlænget ventetid på behandling. Telefonerne bemandes døgnet rundt af specialuddannede sygeplejersker, der har mulighed for at involvere både læge og farmaceut ved behov.
Giftlinjen er det første og til dato eneste landsdækkende giftrådgivningscenter i Danmark, der var et af de sidste lande i Europa til at indføre et sådant frit tilgængeligt center. Giftlinjen åbnede 15. August 2006 og erstattede dermed den tidligere forgiftningsrådgivning for læger, der ikke var tilgængelig for den almindelige befolkning.

## Internationalt
Giftlinjen har pendanter i flere andre lande:
- På Island findes et Poison Center.
- I Finland findes Giftinformationscentralen.[6]
- I Norge findes Giftinformasjonen; denne hører direkte under Helsedirektoratet, der modsvarer Danmarks Sundhedsstyrelse.[7]
- I Sverige findes Giftinformationscentralen".[8]